# Ribas de Sil

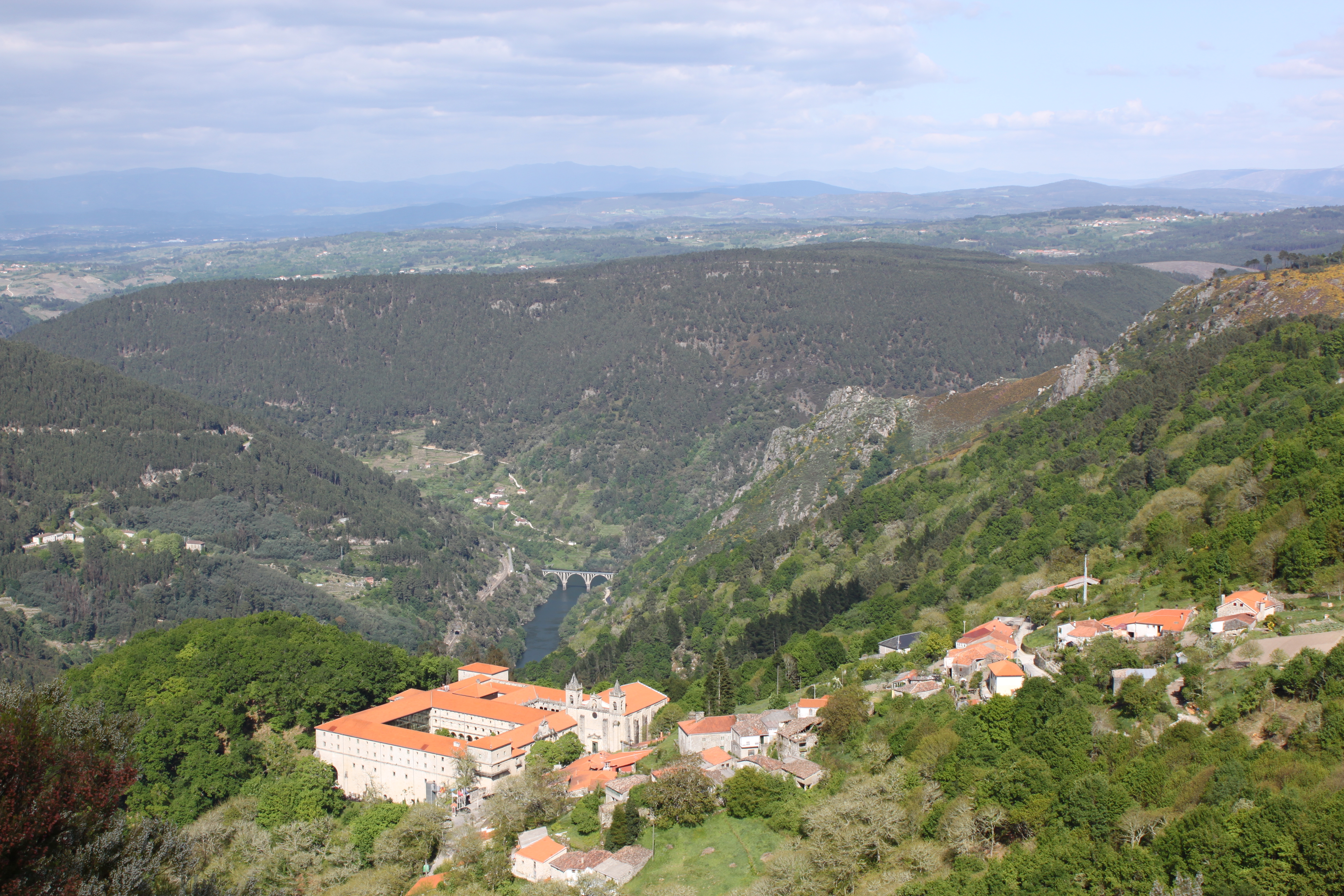
Klooster Santo Estevo in Ribas de Sil

Ribas de Sil is een gemeente in de Spaanse provincie Lugo in de regio Galicië met een oppervlakte van 68 km². Ribas de Sil telt 992 inwoners (1 januari 2016).
Abadín · Alfoz · Antas de Ulla · Baleira · Baralla · Barreiros · Becerreá · Begonte · Bóveda · Burela · Carballedo · Castro de Rei · Castroverde · Cervantes · Cervo · Chantada · O Corgo · Cospeito · Folgoso do Courel · A Fonsagrada · Foz · Friol · Guitiriz · Guntín · O Incio · Láncara · Lourenzá · Lugo · Meira · Mondoñedo · Monforte de Lemos · Monterroso · Muras · Navia de Suarna · Negueira de Muñiz · As Nogais · Ourol · Outeiro de Rei · Palas de Rei · Pantón · Paradela · O Páramo · A Pastoriza · Pedrafita do Cebreiro · A Pobra do Brollón · Pol · A Pontenova · Portomarín · Quiroga · Rábade · Ribadeo · Ribas de Sil · Ribeira de Piquín · Riotorto · Samos · Sarria · O Saviñao · Sober · Taboada · Trabada · Triacastela · O Valadouro · O Vicedo · Vilalba · Viveiro · Xermade · Xove